# Surajpur
Surajpur är en ort i Indien.   Den ligger i distriktet Surguja och delstaten Chhattisgarh, i den centrala delen av landet, 800 km sydost om huvudstaden New Delhi. Surajpur ligger 557 meter över havet och antalet invånare är 660 280.
Terrängen runt Surajpur är platt. Runt Surajpur är det ganska tätbefolkat, med 149 invånare per kvadratkilometer. Det finns inga andra samhällen i närheten. Trakten runt Surajpur består till största delen av jordbruksmark.